# Квага
Квага (лат. Equus quagga quagga) је изумрла подврста обичне зебре.

## Распрострањење
Ареал подврсте је био ограничен на Јужноафричку Републику.

## Угроженост
Ова подврста је наведена као изумрла, што значи да нису познати живи примерци.